# Siesta Key, Florida
Siesta Key är en ort (CDP) i Sarasota County, i delstaten Florida, USA. Enligt United States Census Bureau har orten en folkmängd på 6 565 invånare (2010) och en landarea på 6,1 km².